# Carcharhinus fitzroyensis
O tubarão-baleeiro-de-riacho é uma espécie de tubarão do gênero Carcharhinus da família Carcharhinidae. É um tubarão bem pequeno, normalmente atingindo 90-100 cm, chegando no máximo 135 cm. É encontrado em águas costeiras de riachos do norte da Austrália de profundidades de 0-40 metros.

## Taxonomia
O tubarão-baleeiro-de-riacho foi descrito originalmente pelo ictiólogo britânico (naturalizado australiano) Gilbert Percy Whitley no volume de 1943 de "Proceedings of the Linnean Society of New South Wales" (Procedimentos da Sociedade Linneana do Nova Gales do Sul). Whitley baseou a sua descrição em uma espécime fêmea adulta de 120 cm que foi coletada no Riacho de Connor, no estuário do Rio Fitzroy. Ele atribuiu a nova espécie ao subgênero Urangonops, do gênero leolamna. Mais tarde, autores fizeram sinônimo Galeolamna com Carcharhinus.

## Etimologia
O nome do gênero "Carcharhinus" vem do grego, carcha vem do antigo grego karcharos (καρχαρος) que significa afiado ou fino e rhinus de rhynchos (ρύγχος) que significa focinho. E como Whitley baseou-se em um espécime coletado em no Rio Fitzroy, logo aplicou o nome "Fitzroyensis".

## Aparência
O tubarão-baleeiro-de-riacho tem uma coloração bronzeada em sua área dorsal, e após sua morte permanece com uma coloração cinza com um tom amarronzado (também em espécimes preservadas), e sua barriga é branca. É um tubarão de dimensões pequenas, atingindo em média de 89 cm para 100 cm de comprimento.

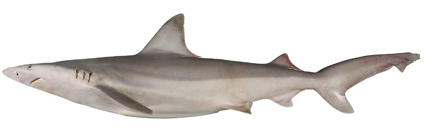

## Distribuição e hábitat
O tubarão-baleeiro-de-riacho vive em águas marinhas em costas de climas subtropicais no norte, ocidente e oriente da Austrália, no Oceano Pacífico ocidental, de profundidades de 0 até 40 metros.

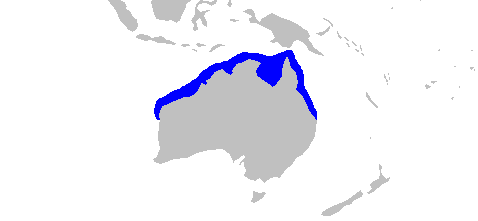
Distribuição geográfica do tubarão-baleeiro-de-riacho.

## Reprodução
O tubarão-baleeiro-de-riacho é víviparo,  as fêmeas dão a luz todos os anos para 1 a 7 filhotes entre fevereiro e maio. Os filhotes nascem com um comprimento de cerca de 40 cm.

## Estado de conservação
Devido a sua rápida reprodução todos os anos, o tubarão-baleeiro-de-riacho não sofre nenhum risco de extinção e foi considerado como espécie pouco preocupante pela União Internacional para a Conservação da Natureza (IUCN) desde 2003.
